# Stella Duffy

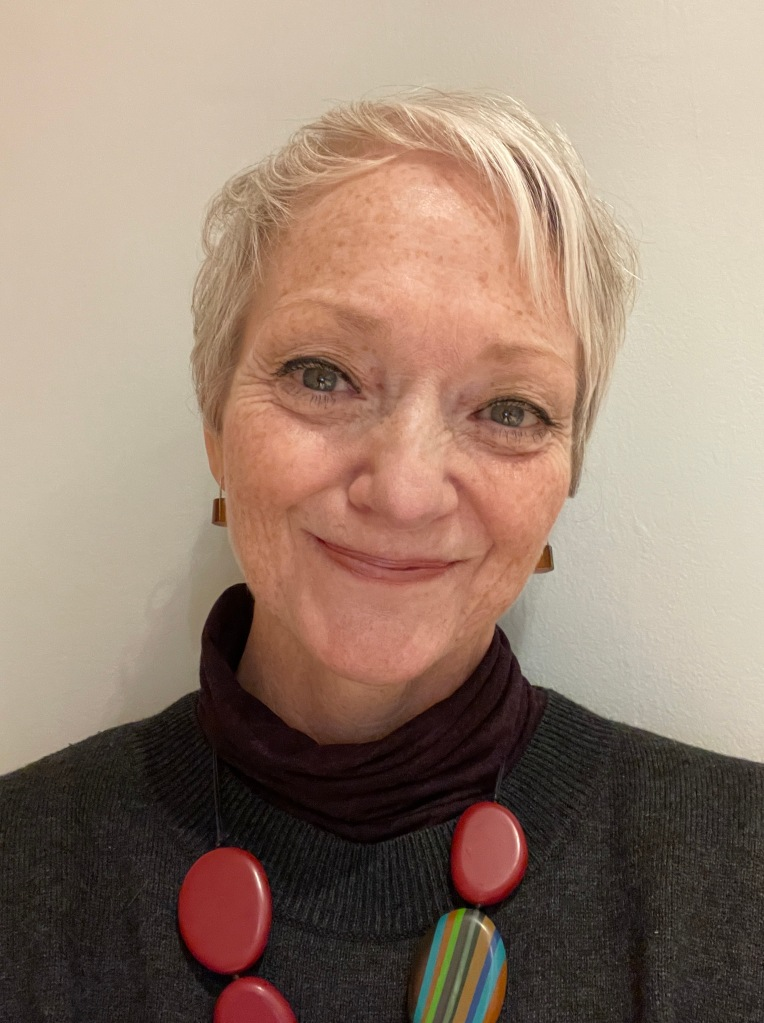
Stella Duffy

Stella Duffy, OBE, (geboren 2. März 1963 in London) ist eine britische Schriftstellerin und Theatermacherin.

## Leben
Stella Duffy wuchs in Neuseeland auf. Sie studierte Literatur und Theater an der Victoria University of Wellington. Sie kehrte nach London zurück und lebt in Lambeth mit ihrer Ehefrau, der Dramatikerin Shelley Silas. Sie hat (bis zum Jahr 2016) vierzehn Romane, fünf Kriminalromane einer „Saz Martin Reihe“, eine Vielzahl an Erzählungen und zehn Theaterstücke veröffentlicht. Die Romane State of Happiness wurden 2004 und The Room of Lost Things 2008 auf der Longlist des Orange Prize nominiert.
2013 gründete sie das Kommunikationszentrum „Fun Palaces“. 2016 wurde sie für ihre kulturelle Aktivitäten zum Officer des Order of the British Empire ernannt.

## Werke (Auswahl)
- Calendar Girl (1994)
  - Septemberfrau. Übersetzung Nina Schindler. Hamburg : Argument, 1998
- Wavewalker (1996)
- Beneath the Blonde (1997)
- Singling Out the Couples (1998)
- Eating Cake (1999)
- Fresh Flesh (1999)
- Immaculate Conceit (2000). Auch als Theaterstück für das National Youth Theatre of Great Britain
- Herzlos : ein fieses Märchen vom ewigen Glück. Übersetzung Christine Strüh. Hamburg : Europa-Verl., 2000
- Tart Noir (2002)
- State of Happiness (2004)
- Parallel Lies (2005)
- Mouths of Babes (2005)
  - Kindermund. Übersetzung Stefan Haußmann. Hamburg : Argument-Verl., 2009
- The Room of Lost Things (2008) auf der Longlist des Orange Prize
- Theodora: Actress, Empress, Whore (2010)
- The Purple Shroud (2012)
- London Lies Beneath (2016)

## Auszeichnungen
- 2016: Officer des Order of the British Empire
- 2013: Crime Writers’ Association Macallan Short Story Dagger
- 2010: Stonewall Writer of the Year
- 2008: Stonewall Writer of the Year
- 2002: Crime Writers’ Association Macallan Short Story Dagger